# La Cucina
Pour plus de détails, voir Fiche technique et Distribution.
La Cucina (Littéralement : la cuisine) est un film américain réalisé par Allison R. Hebble et Zed Starkovich, et sorti en 2007 au Festival du film de Hollywood.

## Synopsis
Trois femmes, dont les appartements sont voisins, préparent le dîner.

## Fiche technique
- Titre : La Cucina
- Réalisation : Allison R. Hebble, Zed Starkovich
- Scénario : A.W. Gryphon
- Musique : Ian Ball
- Production : Allison Wilke, Zachary Kahn, Jackie Olson, Crystal Santos
- Sociétés de production :
- Sociétés de distribution :
- Pays d’origine :  États-Unis
- Langue : anglais américain
- Lieux de tournage : Los Angeles, Californie , États-Unis
- Durée : 90 minutes
- Genre : Drame, romance
- Dates de sortie :
  -  États-Unis :
    - 19 octobre 2007 au Festival du film de Hollywood
    - 17 janvier 2008 au Beloit International Film Festival (en)

  -  Portugal : 10 novembre 2007 (Bragacine)

## Distribution
- Christina Hendricks : Lily
- Joaquim de Almeida : Michael
- Leisha Hailey : Shelly
- Rachel Hunter : Jude
- Kala Savage (en) : Raven
- Oz Perkins : Chris
- Michael Cornacchia (en) : Andy
- Clare Carey : Celia